# 圏論の基礎
圏論の基礎（Categories for the Working Mathematician; CWM）は、圏論の創始者の一人であるソーンダース・マックレーン自身によって書かれた圏論の教科書。最初の出版は1971年で、著者がシカゴ大学、オーストラリア国立大学、ボウディン大学、そしてテュレーン大学で行った講義を基にしている。圏論への導入書として広く認められている (#評価節参照)。

## 概要
圏、関手、自然変換といった概念は、代数的構造の変換の自然さを形式化するために1940年代に導入された概念である。圏論のアイデアや手法は、ホモロジー代数やファイバー束をはじめとして、代数幾何、微分幾何、代数トポロジー、代数解析といった現代数学の様々な分野においていろいろな概念をクリアにしてその上に新しい概念を作り出すのに役立っているが、近年ではさらに数理物理、コンピュータ科学の分野でも、その応用が目覚ましい成果をあげている。本書は、圏の概念の考案者の一人マックレーンが、数理科学のさまざまな分野の研究に携わる学生・研究者のために、圏論の基礎をまとめた標準的なテキストである。—三好博之、高木理、訳者あとがき、CWM
原書名「Categories for the Working Mathematician」を逐語訳すると「働く数学者のための圏」となる。訳書の複数の内容紹介文によれば、本書の読者の対象である働く数学者（the working mathematician）とは「数理科学のさまざまな分野の研究に携わる学生・研究者」のことであり純粋な数学の専門職に向けて書かれたものではない。

## 内容
本書は以下の12章からなる。
- 第一章：圏、函手、自然変換（Categories, Functors, and Natural Transformations.）
- 第二章：圏の構築（Constructions on Categories.）
- 第三章：普遍的構成と極限（Universals and Limits.）
- 第四章：随伴（Adjoints.）
- 第五章：極限（Limits.）
- 第六章：モナドと代数（Monads and Algebras.）
- 第七章：モノイド（Monoids.）
- 第八章：アーベル圏（Abelian Categories.）
- 第九章：特別な極限（Special Limits.）
- 第十章：カン拡張（Kan Extensions.）
- 第十一章：モノイダル圏における対称性と組み上げ（Symmetry and Braiding in Monoidal Categories.）
- 第十二章：圏の中の構造（Structures in Categories.）

第11章と第12章は1998年の第2版で付け加えられた。1つ目は弦理論と場の量子論におけるその重要性を考慮したものであり、2つ目は重要視されるようになった高次元圏論に対応するためのものである。
圏論の古典的な文献であるものの、いくつかの用語は標準とはなっていない。特にマックレーンは、エピック（epic）とモニック（monic）という用語を導入することによりエピ射（epimorphism）とモノ射（monomorphism）という用語の用法の曖昧さを解決させようと試みたものの、この区別は一般的なものとはならなかった。

## 評価
- 「圏論の創設者の一人による、ほとんどの圏論の重要概念のアイディアへの、純粋数学者に向けた、整頓された入門書。序文で述べたように、(この本の)『(圏論的) 要請』は、マックレーンの本をより広範な聴衆にアクセスできるようにするということが目的の一つである。（CWMには）歴史的な記録も記載されている。」(Arbib 1975, p. 176) [5]
- 「1971年に出た原著初版は、圏論の標準的教科書として、広く読まれてきた。」（白旗 2005）
- 「我々にはすでにマックレーンの『圏論の基礎』があるのに、なぜ我々は圏論の新しい教科書を書くのであろうか？簡単に言えば、マックレーンの本は働く（そして意欲的な）数学者に向けられたものであるからである。今求められているのは、30年経過して履修課程において多様な他分野と場所に広がったことを踏まえて、その他すべての人達のための一冊である。」(Awodey 2010, p. iv) [6]
- 「圏論の本の中で高くそびえる存在は、圏論の創設者による古典的一冊であるソーンダース・マックレーンの『圏論の基礎』である。」(Leinster 2014, p. 174) [7]